# 10366 Shozosato
10366 Shozosato (1994 WD4) là một tiểu hành tinh vành đai chính được phát hiện ngày 24 tháng 11 năm 1994 bởi K. Endate và K. Watanabe ở Kitami.